# Bryophyllum macrochlamys
Bryophyllum macrochlamys là một loài thực vật có hoa trong họ Crassulaceae. Loài này được (Perr.) A.Berger miêu tả khoa học đầu tiên năm 1930.